# Taft (Wisconsin)
Taft es un pueblo (subdivisión administrativa) del condado de Taylor, Wisconsin, Estados Unidos. Según el censo de 2020, tiene una población de 310 habitantes.

## Geografía
Está ubicado en las coordenadas 45°5′50″N 90°52′28″O / 45.09722, -90.87444 (45.097313, -90.874368). Según la Oficina del Censo de los Estados Unidos, Taft tiene una superficie total de 94.9 km², de la cual 94.6 km² corresponden a tierra firme y 0.3 km² es agua.

## Demografía
Según el censo de 2020, hay 310 personas residiendo en Taft. La densidad de población es de 3.3 hab./km². El 97.42 % son blancos y el 2.58 % son de una mezcla de razas. Del total de la población, el 1.61 % son hispanos o latinos de cualquier raza.